# Nortia kusuii
Nortia kusuii är en skalbaggsart som beskrevs av Keiichi Kusama och Nara 1974. Nortia kusuii ingår i släktet Nortia och familjen långhorningar. Inga underarter finns listade i Catalogue of Life.